# Querkontraktion
Die Querkontraktion ist ein Phänomen der Deformation eines festen Körpers bei annähernd gleichbleibendem Volumen. Sie beschreibt das Verhalten des Festkörpers unter dem Einfluss einer Zugkraft bzw. Druckkraft.
In Richtung der Kraft reagiert der Körper mit einer Längenänderung {\displaystyle \Delta l}, senkrecht dazu mit einer Verringerung bzw. Vergrößerung seines Durchmessers {\displaystyle d} oder seiner Dicke um {\displaystyle \Delta d}. Die Längenänderung bei einachsigem Zug kann im linear-elastischen Bereich durch das vereinfachte Hookesche Gesetz bestimmt werden. Über die Dickenänderung macht das Hookesche Gesetz in seiner vereinfachten Form jedoch keine Aussagen.
Dennoch kann häufig auf die kompliziertere Anwendung des allgemeinen Hookeschen Gesetzes verzichtet werden, da in vielen Fällen die relative Durchmesseränderung {\displaystyle \Delta d/d} (Querdehnung) proportional zu der über das vereinfachte Hookesche Gesetz bestimmbaren relativen Längenänderung {\displaystyle \Delta l/l} (Längsdehnung) ist:
{\displaystyle {\frac {\Delta d}{d}}=-\nu {\frac {\Delta l}{l}}}.
Der Proportionalitätsfaktor {\displaystyle \nu } ist eine Größe der Dimension Zahl und heißt Poissonzahl oder auch Querkontraktionszahl.
Das negative Vorzeichen in der Definitionsgleichung rührt daher, dass bei einem Körper unter Zugbelastung in der Regel seine Länge vergrößert ({\displaystyle \Delta l>0}), sein Durchmesser dabei aber verkleinert ({\displaystyle \Delta d<0}) wird. So ist {\displaystyle \nu } dann positiv.

## Grenzen
Allgemein ist die Dickenänderung, mit der ein Körper auf eine angelegte mechanische Spannung reagiert, nicht in alle Richtungen gleich, auf die erzwungene Längenänderung kann ein Körper z. B. mit unterschiedlicher Änderung von Höhe und Breite reagieren. Dies ist insbesondere bei kristallinen Festkörpern zu beachten. Wenn es auf diese Unterschiede ankommt, so muss das Hookesche Gesetz in seiner allgemeinen Form angewandt werden.
Darüber hinaus gelten bei der Behandlung der Querkontraktion dieselben Einschränkungen wie beim Hookeschen Gesetz selbst: Sie gilt nur für lineare elastische Deformationen.

## Messverfahren
Die Messung der Querkontraktionszahl kann mechanisch im Zugversuch nach DIN EN ISO 527-1 erfolgen.